# 長野県道86号戸隠篠ノ井線
長野県道86号戸隠篠ノ井線（ながのけんどう86ごう とがくししののいせん）は、長野県長野市内を通る県道（主要地方道）である。

## 概要

### 路線データ
- 起点：長野市戸隠豊岡（旧戸隠村）
- 終点：長野市金井田

## 沿革
- 1993年（平成5年）5月11日：栃原北郷信濃線の一部、戸隠信州新町線の一部、小川長野線の一部、長野大町線の一部、村山篠ノ井停車場線の一部、犀口下居返線の一部を主要地方道戸隠篠ノ井線へ指定[1]。
- 1994年（平成6年）4月1日：戸隠篠ノ井線の認定。

## 重複区間
- 国道19号（村山交差点・笹平トンネル東間）
- 長野県道31号長野大町線旧道（笹平トンネル東・長野市七二会大安寺付近間）
- 国道406号（長野市戸隠祖山付近）

## 交差・接続する道路
↑ 長野市道（南長野公園通り）
- 南長野運動公園交差点
  - 国道18号（篠ノ井バイパス）
- 茶臼山公園入口交差点
  - 長野県道77号長野上田線
- 一ノ坪交差点
  - 長野県道383号犀口下居返線
- （長野市篠ノ井有旅付近）
  - 長野県道384号安庭篠ノ井線
- 村山交差点
  - 国道19号
- （長野市七二会大安寺付近）
  - 長野県道31号長野大町線
- （長野市七二会市場付近）
  - 長野県道401号小川長野線
- （長野市戸隠祖山付近）
  - 国道406号
- （長野市戸隠豊岡折橋付近）
  - 長野県道404号栃原北郷信濃線
- （長野市戸隠豊岡馬場付近）
  - 長野県道76号長野戸隠線